# 英語コミュニケーション能力判定テスト
英語コミュニケーション能力判定テスト（えいごコミュニケーションのうりょくはんていテスト、Computerized Assessment System for English Communication、通称「CASEC（キャセック）」）は、財団法人日本英語検定協会が基礎開発し、現在、旺文社グループの株式会社教育測定研究所が開発・運営している、オンライン受験型の、英語コミュニケーション能力判定テストである。
　0～1000のスコアで判定され、TOEICのスコアとの間には高い相関関係がある。平均試験時間は30～40分。